# Sonny Kittel
Sonny Kittel (Gießen, 6 de gener de 1993) és un futbolista alemany. Va començar com a futbolista al VfB Gießen. Des del 2024 juga al Western Sydney Wanderers FC cedit pel Raków Częstochowa.